# Goole
Goole is een civil parish in het bestuurlijke gebied East Riding of Yorkshire, in het Engelse graafschap East Riding of Yorkshire. De plaats telt 19.518 inwoners.
Goole ligt aan de monding van de rivieren Ouse en de Don. Het is tevens een belangrijke binnenhaven. Ze ligt in vogelvlucht op ongeveer 60 km van de oostkust van Engeland en is daarmee de verst in het binnenland gelegen haven van Engeland. Ze verwerkt ongeveer 2 miljoen ton vracht per jaar. Tussen 1864 en 1905 onderhield de Goole Steam Shipping Company vanuit Goole stoomvaartdiensten (met geregelde passagiersdiensten vanaf 1879) naar Noord-Europese havensteden als Hamburg, Antwerpen, Gent, Rotterdam en Amsterdam. In 1905 werd de onderneming overgenomen door de Lancashire & Yorkshire Railway.
De skyline van Goole wordt gedomineerd door twee naast elkaar staande watertorens. De oudste, uit baksteen, dateert uit 1885. In 1927 werd een betonnen watertoren gebouwd die toen de grootste in Europa was in zijn soort. De twee torens worden vanwege hun vorm "zout- en peperbus" genoemd (salt and pepper pots).

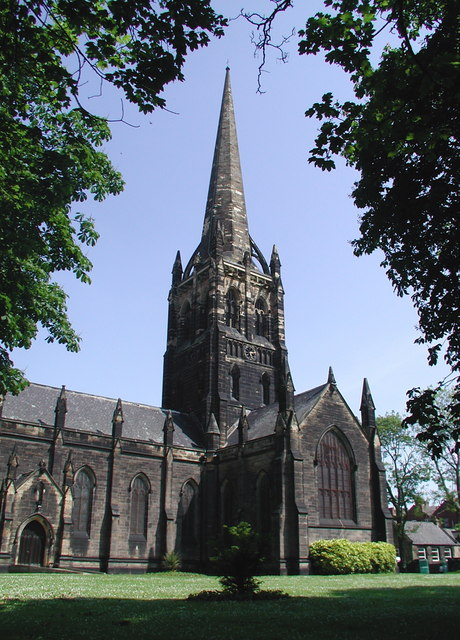
Kerk